# William Poulett (6e comte Poulett)
William Henry Poulett, 6e comte Poulett (22 septembre 1827 - 22 janvier 1899) est un pair anglais, propriétaire terrien, officier de l'armée et propriétaire de chevaux de course. A la Chambre des lords il siège comme conservateur.

## Jeunesse
Lorsque Poulett est né en 1827, sa chance d'hériter des domaines familiaux semble lointaine. Il est le troisième fils du vice-amiral George Poulett (1786-1854), qui est le deuxième fils du 4e comte et le frère du 5e comte, qui a déjà trois fils. Sa mère, Catherine Poulett, est une fille de George Dallas, 1er baronnet. Il rejoint le 54e (West Norfolk) régiment d'infanterie en 1840 et fait ses études au Royal Military College de Sandhurst, avant de prendre un poste en 1842. Il est officier dans le 54e régiment, en 1846, et transféré au 2e Régiment royal de la Reine, puis de 1852 à 1857 est avec le 22e régiment en Inde, participe à l'expédition britannique de Peshawar dans la vallée de Boroe en 1853, et est avec le brigadier-général Boileau à la prise des hauteurs.

## Héritage
En 1857, la nouvelle arrive à Poulett en Inde que les deux fils survivants de son oncle le 5e comte sont morts : Amias Poulett le 20 février 1857 et Vere Poulett, vicomte Hinton, le 29 août 1857. Comme le propre père de Poulett et ses frères aînés sont également décédés, cela le laisse inopinément comme l'héritier présomptif des domaines familiaux, et il retourne en Angleterre. De 1858 à 1870, il chasse avec les Hambledon Foxhounds six jours par semaine. En 1864, comme prévu, il succède à son oncle, le 5e comte Poulett, héritant de Hinton House et d'environ 11 000 acres, principalement autour de Hinton St George, avec une deuxième maison de campagne à Granville Hall, Droxford. Il devient propriétaire de chevaux de course et possède The Lamb, vainqueur du Grand National en 1868 et 1871. Un autre de ses chevaux, Benazal, remporte vingt-sept courses d'obstacles et autres courses. Il est membre de l'Army and Navy Club d'Arthur, du Wellington Club, du Royal Albert Yacht Club, du Royal London Yacht Club.

## Vie privée
Poulett se marie trois fois. D'abord, le 23 juin 1849, avec Elizabeth Lavinia, fille de Joseph Newman de Landport, un pilote, elle est décédée en 1871. Plus tard cette année-là, il épouse Emma Sophia Johnson, décédée en 1876. Enfin, en 1879, il épouse Rosa, fille d'Alfred Hugh (de) Melville, artiste, et ils ont un fils, William Poulett (7e comte Poulett), né le 11 septembre 1883, et deux filles, Eleanor Augusta Rosa, née le 9 octobre 1879, et Violet Nita, née le 5 octobre 1880. Sa fille Lady Violet épouse Cecil John Talbot Rhys Wingfield et est la mère d'Edward William Rhys Wingfield (1905-1984).
Un fils, William Turnour Thomas Poulett, est né de sa première femme le 15 décembre 1849, à Southsea, Hampshire, seulement six mois après leur mariage, et Poulett a des raisons de croire qu'il a été engendré par un autre homme, le capitaine William Turnour Granville. En 1869, ce fils épouse Lydia Ann Shippey, la fille de William Shippey, un marchand général. Ils ont un fils, William Henry George Poulett (né le 1er avril 1870) et une fille, Maud. En novembre 1871, WTT Poulett demande à la Cour du divorce et des causes matrimoniales une déclaration de légitimité, afin d'établir qu'il est le fils légitime de William Henry Poulett, maintenant le 6e comte. En 1875, il vit au domaine secondaire de la famille, Grenville Hall, Droxford, sous le titre de courtoisie de vicomte Hinton. Cependant, après la naissance de William John Lydston Poulett en 1883, WTT Poulett est à nouveau désavoué.
Après la mort du 6e comte, le comté de Poulett et les domaines qui en découlent sont revendiqués par WTT Poulett, et le 27 juillet 1903, sur un rapport de son comité des privilèges, la Chambre des lords tranche le différend en faveur du fils du 6e comte âgé de quinze ans, William John Lydston Poulett. Dans une curieuse tournure des événements, Wilhelmina Powlett, duchesse de Cleveland, veuve d'un parent éloigné du 6e comte Poulett, lègue à WHG Poulett une somme de 5 000 £ dans son testament, et il devient planteur de thé à Ceylan.